# Патрульные корабли типа «Гуайкамакуто»
Патрульные корабли типа «Гуайкамакуто» — тип кораблей ВМС Венесуэлы проекта Avante 1400. Всего построено 4 корабля по технологии «стелс». Три корабля построено в Испании на верфях концерна Navantia, а четвёртый и последний корабль серии «Команданте этерно Уго Чавес» собран на верфи Diques y Astilleros Nacionales в венесуэльском Пуэрто-Кабельо. В некоторых источниках именуются как тип BVL (исп. Buques de Vigilancia Litoral — корабли прибрежной зоны).

## Представители серии
| Название                      | Верфь    | Боевой номер | Закладка     | Спуск на воду | Ввод в состав флота | Текущий статус                                                         |
| ----------------------------- | -------- | ------------ | ------------ | ------------- | ------------------- | ---------------------------------------------------------------------- |
| Guaicamacuto                  | Navantia | GC-21        | декабрь 2006 | октябрь 2008  | 2 марта 2010        | В строю                                                                |
| Yaviré                        | Navantia | GC-22        | 2008         | 11 марта 2009 | 8 ноября 2010       | В строю                                                                |
| Naiguatá                      | Navantia | GC-23        | 24 июня 2009 |               | февраль 2011        | Затонул 30.03.2020 г. в ходе столкновения с круизным лайнером Resolute |
| Comandante Eterno Hugo Chávez | DIANCA   | GC-24        |              |               | 14 апреля 2011      | В строю                                                                |